# Talk to Me (chanson de Kiss)
Pour les articles homonymes, voir Talk to Me.
Singles de Kiss
Shandi
(1980) Tomorrow
(1980)
Talk to Me est une chanson du groupe américain Kiss publiée en single le 24 août 1980. La chanson fut écrite, composée et chantée par le guitariste soliste Ace Frehley, qui fut la troisième contribution du guitariste en tant qu'auteur et interprète du titre. Le single se classa à la 39e position aux Pays-Bas et à la 10e en Suisse.
Talk to Me est aussi l'une des deux seuls chansons de l'album Unmasked à ne pas avoir été coécrite par le producteur Vini Poncia. Frehley a également joué la basse sur la chanson, au lieu de Gene Simmons, bassiste attitré du groupe. Simmons ne joua pas non plus sur toutes les compositions de Frehley.
En concert, Talk to Me a été joué durant la tournée Unmasked Tour et, comme pour l'album entier, a été ignoré durant les années 1980. La chanson a ensuite été interprétée en 2001 durant la tournée Kiss Farewell Tour en Asie et en Australie, titre qui n'avait pas été joué depuis. Frehley a également interprété la chanson lors d'une tournée à travers l'Australie.

## Composition du groupe
- Ace Frehley - chants, guitare solo, basse (non crédité).
- Paul Stanley - guitare rythmique, chœurs.
- Gene Simmons - basse, chœurs.
- Peter Criss - batterie
- Anton Fig - batterie (non crédité).

## Liste des titres
| A. | Talk to Me | Ace Frehley                     | Ace Frehley  | 4:0  |
| B. | Naked City | Simmons, Poncia, Kulick, Castro | Gene Simmons | 3:49 |

| A. | Talk to Me        | Ace Frehley               | Ace Frehley  | 4:0  |
| B. | She's So European | Gene Simmons, Vini Poncia | Gene Simmons | 3:49 |

| A. | Talk to Me       | Ace Frehley               | Ace Frehley  | 4:0  |
| B. | Easy As It Seems | Paul Stanley, Vini Poncia | Paul Stanley | 3:24 |